# 张宏达
张宏达（1914年10月—2016年1月20日）是中国植物学家，中山大学教授。他长期从事植物学研究，在植物分类学、系统学、区系学、群落学等领域都有很高的造诣。曾经担任陈焕镛的助手。被誉为“普洱茶之父”。

## 生平
1914年生于广东省揭西县的一户乡绅家庭。幼年曾先后就读于私塾和新式小学。1927年小学毕业后继续在乡间小学语文老师主办的国文专修班学习。后由于九一八事变爆发，张宏达一度中断学业，没有读完初中。1932年7月，他经由汕头、香港，一路辗转来到广州，考入广州市私立知用中学。
1935年进入中山大学生物系，曾经跟随老师先后赴广东北江瑶山、罗浮山、衡山、广西大瑶山等地考察。1939年全面抗日战争爆发后，中山大学迁址澄江，张宏达用时4个月完成了本科毕业论文《澄江县的植物研究》。毕业后留在校师范学院博物系任教。1942年被调入农学院农林研究所。1946年后，一直跟随陈焕镛教授。1947年跟随考察团赴西沙群岛考察。
新中国成立后，张宏达继续在中山大学生物系任教。为了改进教学，曾同学生一起到广州郊区参加生产劳动和调查研究，就地进行现场教学。1978年至1992年，张宏达担任国家教委教材编审委员会生物学科副主任、植物组组长。并主持全国统编教材《植物学》的编写。
2016年1月20日在广州逝世，享年102岁。

## 研究成果
1974年提出“华夏植物区系理论”，指出被子植物起源于侏罗纪甚至三叠纪的华夏古陆，否定了白垩纪热带起源说。1986年，他依据植物系统进化原理，提出了一个单元多系的“种子植物分类系统大纲”。2003年主持编著完成《种子植物系统学》专著。

## 荣誉
1963年至1987年连续三次当选广东省第三、五、六届人民代表大会代表，1985年获广东省人民政府颁发的立功证书，1997年获《南粤教书育人优秀教师》特等奖，1998年国家教育部、人事部授予的全国教育系统劳动模范、全国模范教师荣誉称号。